# Kværndrup Sogn
Kværndrup Sogn er et sogn i Midtfyn Provsti (Fyens Stift).
I 1800-tallet var Kværndrup Sogn et selvstændigt pastorat. Det hørte til Sunds Herred i Svendborg Amt. Kværndrup sognekommune blev ved kommunalreformen i 1970 indlemmet i Ryslinge Kommune, der ved strukturreformen i 2007 indgik i Faaborg-Midtfyn Kommune.
I Kværndrup Sogn ligger Kværndrup Kirke, Egeskov Slot og Egeskov Mølle.
I sognet findes følgende autoriserede stednavne:
- Bukgårdsjorden (bebyggelse)
- Egeskov (ejerlav, landbrugsejendom)
- Gultved (bebyggelse, ejerlav)
- Kværndrup (bebyggelse, ejerlav)
- Kværndrup Vænge (bebyggelse)
- Lundsgård (bebyggelse)
- Nordtorpe Skov (areal)
- Rugbjerg (landbrugsejendom)
- Sønderhave (areal)
- Trunderup (bebyggelse, ejerlav)
- Trunderup Bleg (bebyggelse)
- Trunderup Dong (bebyggelse)
- Vandmose Huse (bebyggelse, ejerlav)
- Vestermarken (bebyggelse)